# Crédit agricole de Normandie-Seine
 (avril 2016).
Le Crédit agricole de Normandie-Seine, officiellement Caisse régionale de crédit agricole mutuel de Normandie-Seine, est l'une des 39 caisses régionales du groupe Crédit agricole. Il est implanté sur la Haute-Normandie (départements de l'Eure et de la Seine-Maritime).

## Historique
La Caisse régionale de Crédit Agricole Normandie-Seine est née de la fusion des Caisses régionales de Seine-Maritime et de l'Eure engagée dès juin 2000 et achevé en 2003.

## Données financières
La Caisse régionale a ouvert son capital à travers des Certificats Coopératifs d'Investissement, titres cotés en bourse.

## Résultats financiers
| Année                        | 2017     |
| ---------------------------- | -------- |
| Produit Net Bancaire         | 360,3 M€ |
| Résultat brut d'exploitation | 142,1 M€ |
| Résultat Net                 | 103,7 M€ |